# ICE L
Die ICE L (Planungstitel bis 2021 ECx) sind lokomotivbespannte Wendezüge der DB Fernverkehr für den Intercity-Express-Verkehr (ICE), die voraussichtlich ab dem Fahrplanwechsel am 14. Dezember 2025 im Fahrgastbetrieb eingesetzt werden, zunächst zwischen Berlin und Köln. Die Züge sind barrierefrei; der Buchstabe L steht für low floor, englisch für Niederflur. Der spanische Hersteller Talgo ordnet die Wagen der Plattform Talgo 230 zu. Als Teil der Bestellung liefert Talgo neu entwickelte, mehrsystemfähige elektrische Lokomotiven der Baureihe 105; es ist zudem geplant, die Wagenzüge mit anderen Lokomotiven einzusetzen.

## Geschichte
Im November 2015 gab DB Fernverkehr bekannt, neben den – nur bis zu 160 km/h schnellen – Intercity-2-Doppelstockzügen auch für höhere Geschwindigkeiten zugelassene Eurocity/Intercity-Zuggarnituren für den internationalen Einsatz sowie für den Betrieb auf nicht elektrifizierten Strecken beschaffen zu wollen. Die Ausschreibung für den Rahmenvertrag zur Lieferung von bis zu 100 lokomotivbespannten einstöckigen Zügen begann am 1. März 2017 und war bis 28. Februar 2018 befristet. Das Unternehmen Siemens Mobility bewarb sich mit Viaggio-Reisezugwagen und Vectron-Lokomotiven, der Auftrag ging jedoch an die spanische Firma Talgo.
Die Deutsche Bahn unterschrieb im Februar 2019 den Rahmenvertrag über die Lieferung von bis zu 100 Zügen sowie einen ersten Abruf von 23 Zügen im Wert von 550 Millionen Euro. Zunächst verwendete die Deutsche Bahn für die Züge die, von der Abkürzung der Zuggattung Eurocity abgeleitete, Bezeichnung ECx. Für die Traktion der Wagen umfasst der Auftrag auch die Lieferung neu entwickelter Elektrolokomotiven der Baureihe 105; auf den nicht elektrifizierten Strecken nach Oberstdorf und Westerland (Sylt) ist der Einsatz von separat beschafften Zweikraftlokomotiven des Typs Siemens Vectron Dual Mode vorgesehen.
Im Mai 2023 gab DB Fernverkehr die Bestellung einer zweiten Tranche von 56 Zügen bekannt.  2022 war geplant, dass die ersten Einheiten erst im Oktober 2024 den Betrieb aufnehmen sollen, und nicht wie ursprünglich geplant ab 2023. Der Hersteller begründet dies mit den Auswirkungen der COVID-19-Pandemie. Aufgrund dieser Verzögerungen sollten auf der Verbindung Berlin–Amsterdam durch die Nederlandse Spoorwegen (NS) gemietete Maschinen des Typs Siemens Vectron eingesetzt werden, bis die Lokomotiven der Baureihe 105 ausgeliefert sind. Im Mai 2024 wurde bekannt, dass die ICE-L-Züge erst ab Mitte 2025 zum Einsatz kommen sollten. Im Frühjahr 2025 liefen Verhandlungen, die Zahl der zu liefernden Züge von 79 auf 60 zu reduzieren. Als Grund werden die Lieferverzögerungen von Lokomotiven und Wagen angegeben. Nach Medienberichten vom Juni 2025 sollen die ersten vier Züge im zweiten Halbjahr 2025 geliefert werden, neun weitere Züge im Jahr 2026.
Um 2022 wurde das WTB-System auf das System „ÖBB-WTB“ geändert, um die Züge auch mit anderen Diesel- oder Elektrolokomotiven nutzen zu können. Dieses System wird unter anderem bei den Siemens Vectron und beim Railjet genutzt. Die Talgos der Danske Statsbaner (DSB) werden ebenfalls den ÖBB-WTB erhalten. DB und ÖBB haben sich auf dieses System geeinigt, damit eine gewisse Standardisierung erreicht wird. Im März 2023 wurde die erste Einheit auf Überführungsrollböcken über die breitspurige Bahnstrecke Madrid–Hendaye (Spanien/Frankreich) geliefert. Anfang August 2025 erteilte die European Rail Agency die Zulassung für die Wagenzüge in beliebiger Formation zwischen 9 und 21 Wagen für den Betrieb auf dem deutschen Schienennetz mit Ausnahme der Schnellfahrstrecke Köln–Rhein/Main und von Steilstrecken; eine Zulassung für den Betrieb der Steuerwagen als führendes Fahrzeug wurde bislang nicht erteilt.

## Zugbildung und Ausstattung

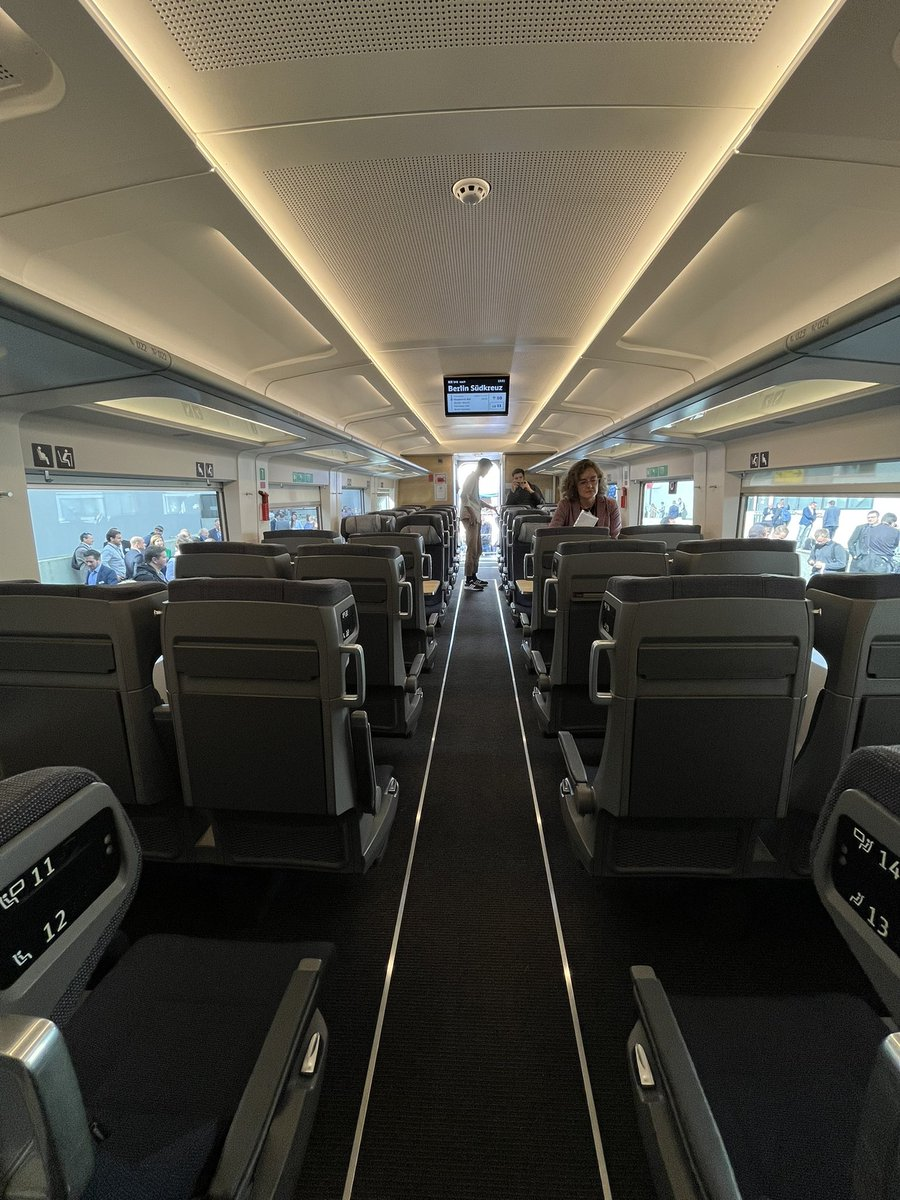
Blick in den Innenraum des ersten Prototypwagens des ICE L, zweite Klasse

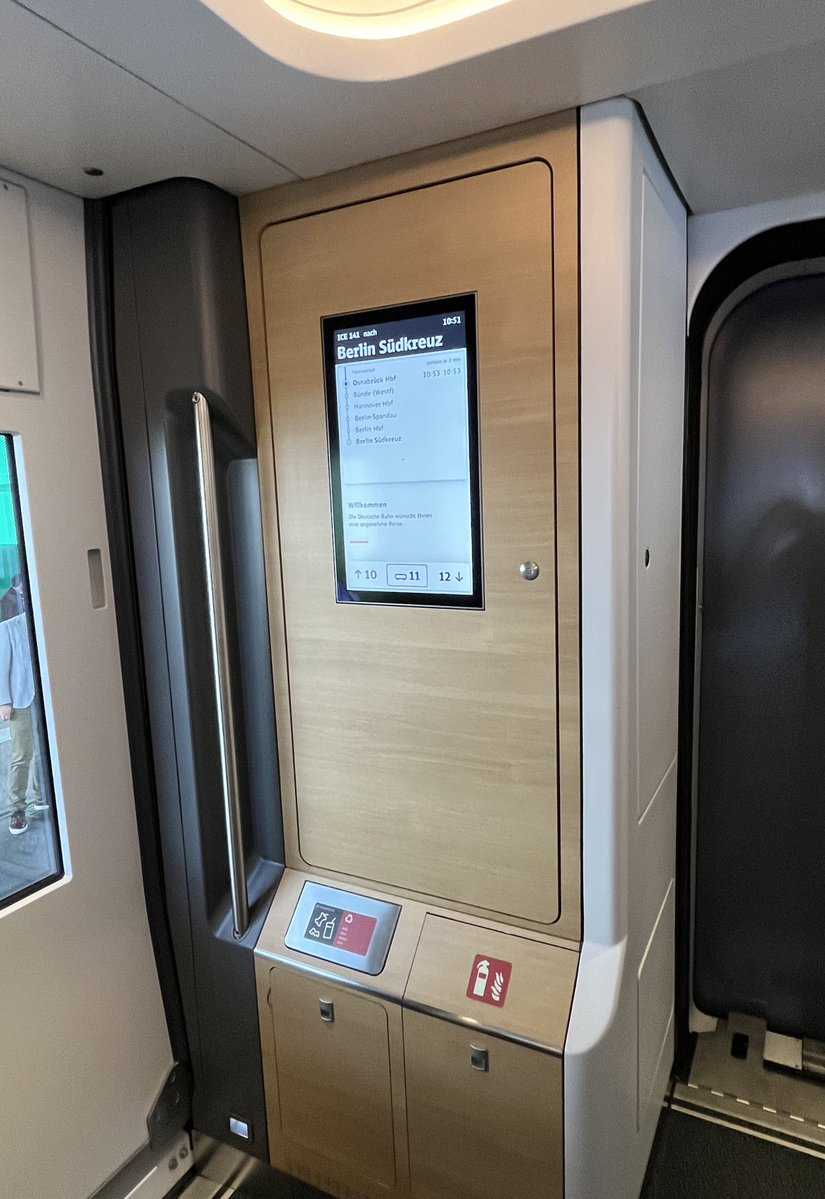
Fahrgastinformation im Einstiegsbereich

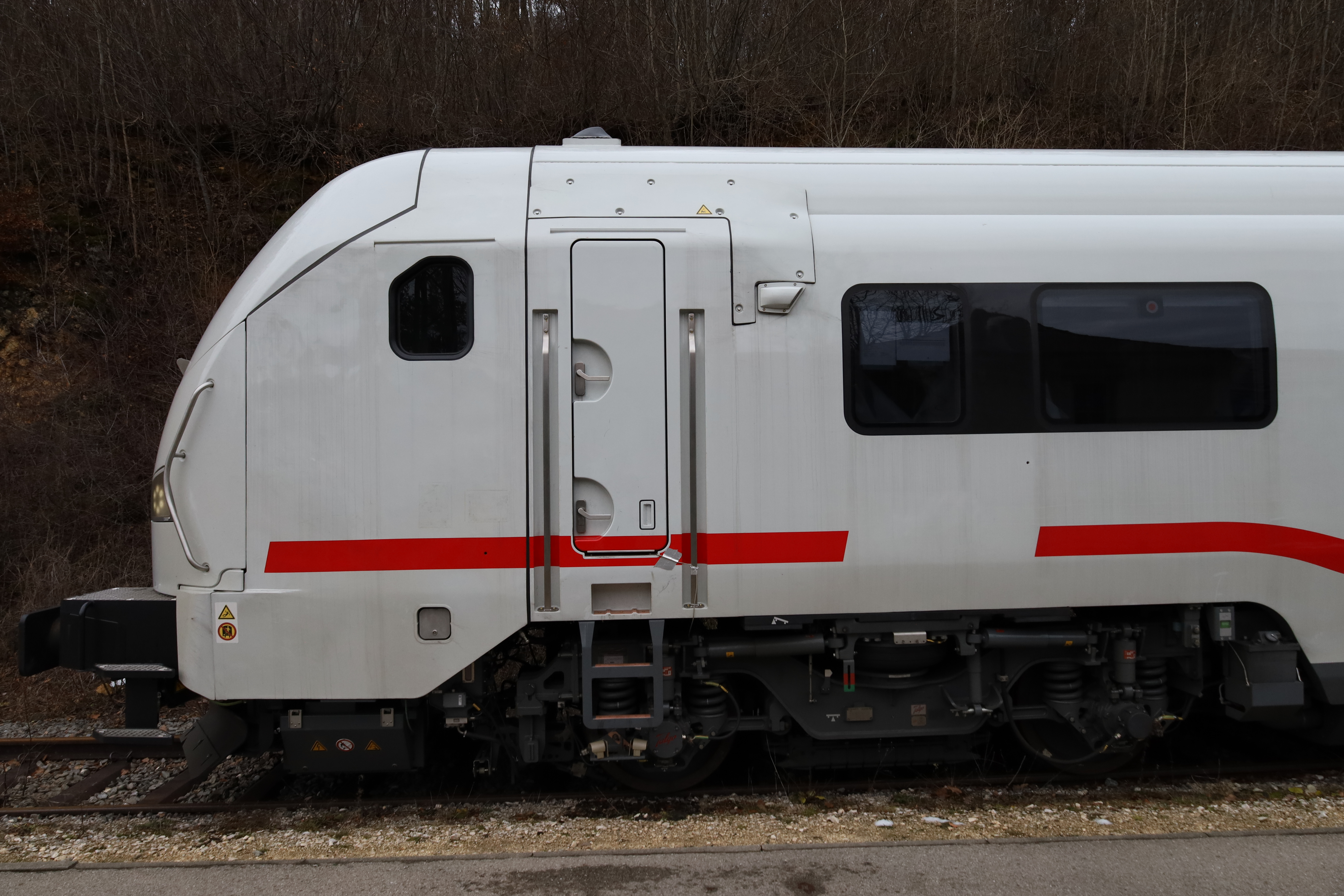
Steuerwagen von der Seite

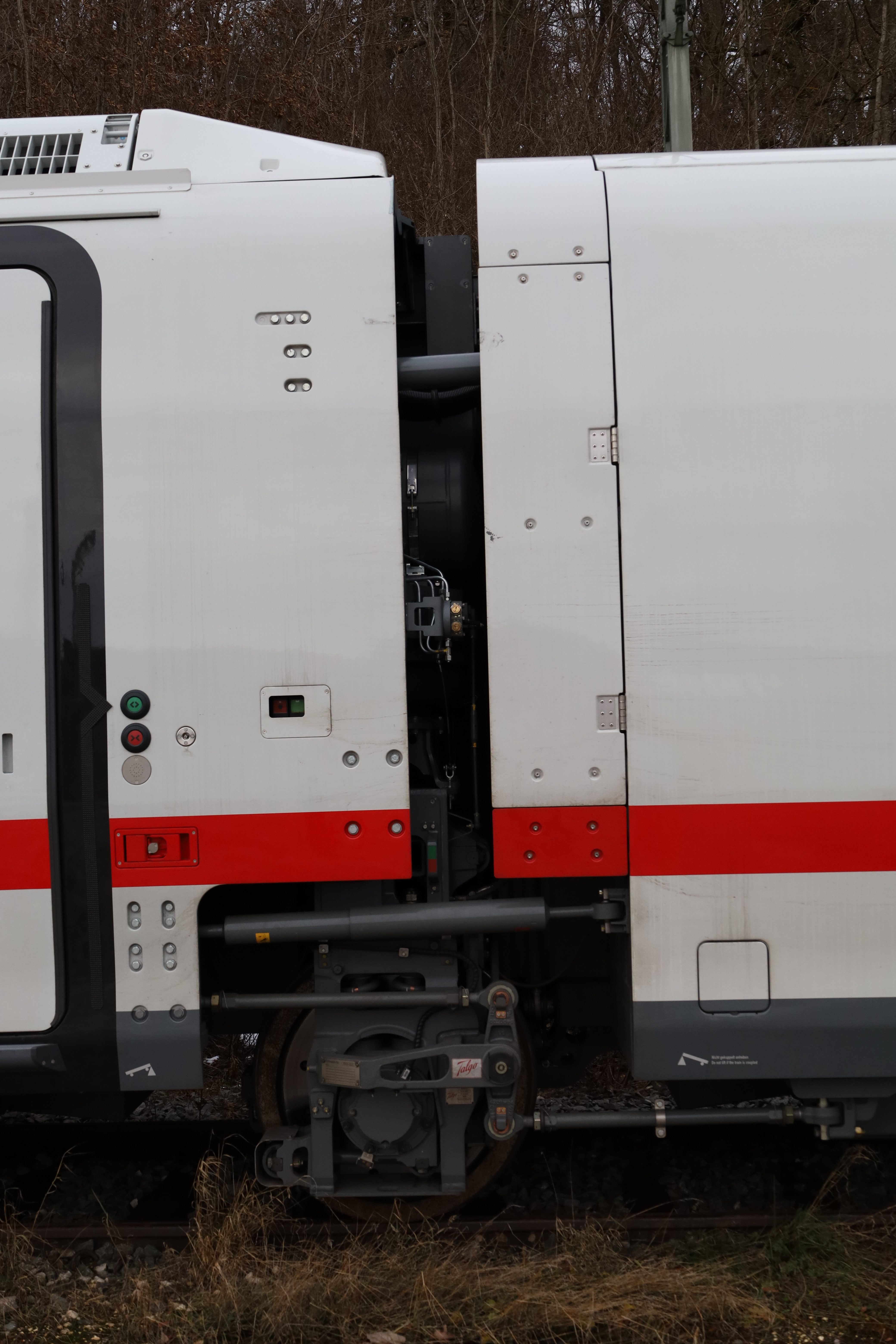
Einzelachsfahrwerk

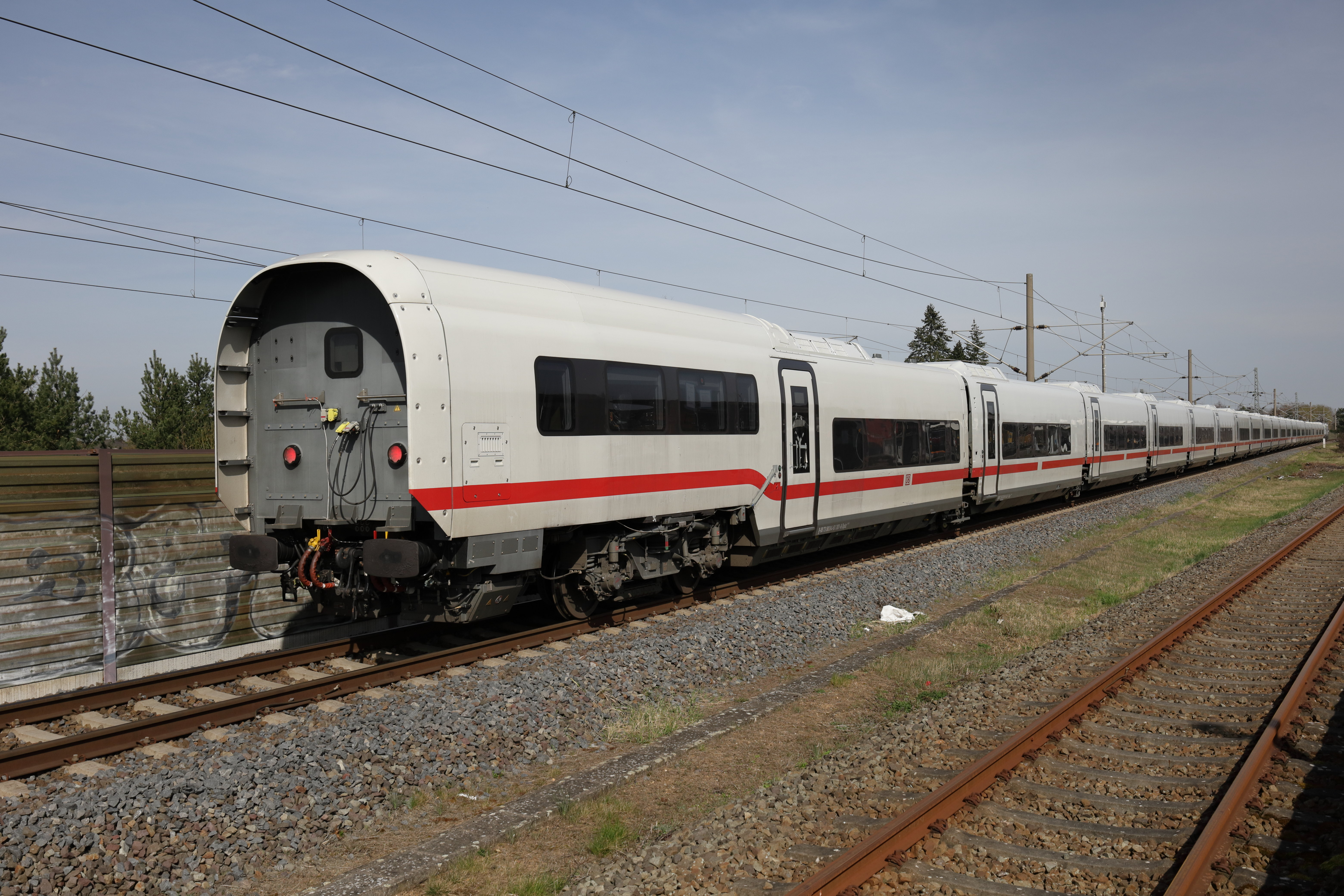
Lokomotivseitiger Endwagen

Die Bezeichnung der Züge, und damit auch ihre künftige Zuggattung, wurde im Spätsommer 2021 auf ICE L festgelegt. Im Gegensatz zu den ICE T, ICE 3 und ICE 4 sind die ICE L keine Triebzüge, sondern lokbespannte Wendezüge. Ein 236 Meter langer Gliederzug besteht aus 17 Großraumwagen, die an den Enden mit dem Nachbarwagen mit Einzelradfahrwerken verbunden sind. Lediglich die Endwagen laufen auf je einem Drehgestell, sodass ein Zug ohne Lok 20 Achsen hat. Die Fußbodenhöhe beträgt 760 Millimeter über Schienenoberkante und ist nur im Bereich über den Drehgestellen in den Endwagen angehoben. Die Züge bieten damit einen weitgehend stufen- und rampenlosen Durchgang sowie, erstmals bei ICE-Zügen, stufenlose Einstiege, sofern die Bahnsteighöhe 760 mm beträgt. Diese Bahnsteighöhe ist außer in Deutschland auch in den Niederlanden gebräuchlich, die meisten anderen Länder in Europa verwenden eine Bahnsteighöhe von 550 mm. Die Deutsche Bahn und das Bundesministerium für Verkehr und digitale Infrastruktur kündigten 2019 an, bei allen Ausschreibungen neuer Schienenfahrzeuge im Fernverkehr stufenfreie Einstiege zu fordern. Die einzelnen Wagen können nur in Werkstätten voneinander getrennt werden. Wenn beide Teile nach einer solchen Trennung rollfähig sein sollen, muss ein Hilfslaufwerk eingesetzt werden. Die Zuggarnituren bestehen aus einem Endwagen, 15 Mittelwagen und einem Steuerwagen, wobei die erste Lieferserie, das heißt die Einheiten 1 bis 23, wie folgt gereiht ist:
| Position | Gattung    | Klasse | Sitzplätze | Bemerkung                                                                                                |
| -------- | ---------- | ------ | ---------- | --- |
| Wagen 1  | Bpdz891.1  | 2.     | 40         | Lokomotivseitiger Endwagen mit Fahrradabteil und zweitem Serviceabteil                                   |
| Wagen 2  | Bpz892.1   | 2.     | 36         | mit zwei Toiletten                                                                                       |
| Wagen 3  | Bpz892.3   | 2.     | 44         | |
| Wagen 4  | Bpz892.5   | 2.     | 36         | mit zwei Toiletten                                                                                       |
| Wagen 5  | Bpz892.3   | 2.     | 44         | |
| Wagen 6  | Bpz892.1   | 2.     | 36         | mit zwei Toiletten                                                                                       |
| Wagen 7  | Bpz892.3   | 2.     | 44         | |
| Wagen 8  | Bpz892.1   | 2.     | 36         | mit zwei Toiletten                                                                                       |
| Wagen 9  | Bpz892.3   | 2.     | 44         | |
| Wagen 10 | Bpz892.1   | 2.     | 36         | mit zwei Toiletten                                                                                       |
| Wagen 11 | Bpz892.7   | 2.     | 44         | teilweise Familienbereich                                                                                |
| Wagen 12 | Bpz892.9   | 2.     | 27         | Familienbereich mit Kleinkindabteil                                                                      |
| Wagen 13 | Bpbsz893.1 | 2.     | 10         | behindertengerechte Ausstattung mit drei Rollstuhlplätzen, behindertengerechte Toilette und Dienstabteil |
| Wagen 14 | WRz894.1   | –      | 12         | Bordrestaurant                                                                                           |
| Wagen 15 | Apz895.1   | 1.     | 24         | mit zwei Toiletten                                                                                       |
| Wagen 16 | Apz895.1   | 1.     | 24         | mit zwei Toiletten                                                                                       |
| Wagen 17 | Apzf896.1  | 1.     | 37         | Steuerwagen                                                                                              |

Die Wagen sind mit Talgo-typischen, einachsigen Laufwerksportalen verbunden, die Wagenkästen der Mittelwagen sind systembedingt vergleichsweise kurz, dafür jedoch breiter als gewöhnlich. Die längeren Endwagen laufen an den Betriebskuppelenden auf je einem Drehgestell. Über diesen ist der Wagenboden auf Regelhöhe angehoben.
Das Außendesign wurde gegenüber dem ersten Entwurf von 2019 erheblich verändert. Die Züge bieten jeweils drei Rollstuhlplätze, acht Fahrradaufhängungen, 46 Plätze im Familienbereich (davon 24 in Vis-à-vis-Anordnung) sowie neun Plätze (zwei Vis-à-vis-Sitzgruppen mit vier und fünf Sitzen) in einem abgetrennten Kleinkindabteil mit Spielfläche. Sie sind mit WLAN, Bordunterhaltung („ICE-Portal“), einem Fahrgastinformationssystem mit Echtzeitdaten, Steckdosen und Halterungen für Tabletcomputer an jedem Platz sowie Gepäckbereichen ausgestattet. Der Innenraum verfügt über eine indirekte Beleuchtung mittels Leuchtdioden.

## Geplante Einsätze
Zunächst werden die Talgo-Züge einem Probebetrieb mit Fahrgästen unterzogen, um daraus gewonnene Erkenntnisse gegebenenfalls in den Bau der weiteren Züge einfließen zu lassen. Die ersten sollten ursprünglich ab Dezember 2023 auf der zweistündlich verkehrenden Intercity-Linie 77 Berlin–Hannover–Amsterdam eingesetzt werden. Wegen Lieferproblemen bei Talgo verzögert sich der Einsatzbeginn. Stattdessen werden seit 2025 ICE-Züge der Baureihe 408 auf dieser Linie eingesetzt.
Für die weiteren vor 2023 bestellten Züge ist vorgesehen, sie sukzessive auf den touristischen Verbindungen Köln–Oberstdorf, Karlsruhe–Westerland (Sylt), Berlin–Westerland (Sylt) und Köln–Westerland (Sylt) einzusetzen. Im Mai 2023 war der Einsatzbeginn auf diesen Strecken für den Fahrplanwechsel im Dezember 2025 angekündigt. Dies verschiebt sich um mindestens ein Jahr.
Im Rahmen der im Mai 2023 verkündeten Bestellung wurde bekanntgegeben, dass die Züge außerdem nach Wien und Kopenhagen eingesetzt werden sollen.